# Liga mistrů CONCACAF 2008/2009
Ročník 2008-09 Ligy mistrů CONCACAF (anglicky CONCACAF Champions League) byl 44. ročníkem klubové soutěže pro nejlepší severoamerické fotbalové týmy. Vítězem se stal tým Atlante FC, který tak postoupil na Mistrovství světa ve fotbale klubů 2009.

## Předkolo
Úvodní zápasy se hrály v termínu od 26. srpna do 28. srpna, odvety pak od 2. září do 4. září 2008.
| Domácí v 1. zápase | Celkem | Hosté v 1. zápase      | 1. zápas | 2. zápas |
| ------------------ | ------ | ---------------------- | -------- | -------- |
| Deportivo Jalapa   | 1–5    | San Francisco          | 1–0      | 0–5      |
| Joe Public         | 6–1    | New England Revolution | 2–1      | 4–0      |
| Alajuelense        | 2–3    | Puerto Rico Islanders  | 1–1      | 1–2      |
| Cruz Azul          | 12–0   | Hankook Verdes         | 6–0      | 6–0      |
| Harbour View       | 0–3    | U.N.A.M.               | N/A*     | 0–3      |
| Tauro              | 3–1    | CD Chivas USA          | 2–0      | 1–1      |
| Montreal Impact    | 1–0    | Real Estelí            | 1–0      | 0–0      |
| Metapán            | 3–4    | Marathón               | 2–2      | 1–2      |

- Zápas nehrán kvůli Hurikánu Gustav.

## Základní skupiny
Základní skupiny se hrály od 16. září do 26. listopadu 2008.

### Skupina A
| Tým                | Z | V | R | P | GV | GI | +/- | B  |
| ------------------ | - | - | - | - | -- | -- | --- | -- |
| Marathón           | 6 | 4 | 1 | 1 | 12 | 5  | +7  | 13 |
| Cruz Azul          | 6 | 3 | 1 | 2 | 8  | 4  | +4  | 10 |
| Deportivo Saprissa | 6 | 3 | 1 | 2 | 7  | 9  | −2  | 10 |
| DC United          | 6 | 0 | 1 | 5 | 4  | 13 | −9  | 1  |

|                    | DCU | SAP | CRU | MAR |
| ------------------ | --- | --- | --- | --- |
| DC United          | –   | 0–2 | 0–1 | 2–4 |
| Deportivo Saprissa | 2–2 | –   | 1–0 | 2–1 |
| Cruz Azul          | 2–0 | 4–0 | –   | 1–1 |
| Marathón           | 2–0 | 2–0 | 2–0 | –   |

### Skupina B
| Tým              | Z | V | R | P | GV | GI | +/- | B  |
| ---------------- | - | - | - | - | -- | -- | --- | -- |
| U.N.A.M.         | 6 | 3 | 3 | 0 | 18 | 7  | +11 | 12 |
| Houston Dynamo   | 6 | 2 | 3 | 1 | 9  | 9  | 0   | 9  |
| Luis Angel Firpo | 6 | 2 | 2 | 2 | 6  | 8  | −2  | 8  |
| San Francisco    | 6 | 0 | 2 | 4 | 4  | 13 | −9  | 2  |

|                | HOU | FIR | SFR | UNM |
| -------------- | --- | --- | --- | --- |
| Houston Dynamo | –   | 1–0 | 2–1 | 1–3 |
| Firpo          | 1–1 | –   | 1–0 | 1–1 |
| San Francisco  | 0–0 | 2–3 | –   | 1–1 |
| U.N.A.M.       | 4–4 | 3–0 | 6–0 | –   |

### Skupina C
| Tým             | Z | V | R | P | GV | GI | +/- | B  |
| --------------- | - | - | - | - | -- | -- | --- | -- |
| Atlante         | 6 | 3 | 2 | 1 | 6  | 3  | +3  | 11 |
| Montreal Impact | 6 | 3 | 2 | 1 | 10 | 5  | +5  | 11 |
| Olimpia         | 6 | 2 | 2 | 2 | 10 | 6  | +4  | 8  |
| Joe Public      | 6 | 1 | 0 | 5 | 3  | 15 | −12 | 3  |

|                 | ATL | OLI | JOE | MON |
| --------------- | --- | --- | --- | --- |
| Atlante         | –   | 1–0 | 0–1 | 2–1 |
| Olimpia         | 1–1 | –   | 4–0 | 1–2 |
| Joe Public      | 0–2 | 1–3 | –   | 1–4 |
| Montreal Impact | 0–0 | 1–1 | 2–0 | –   |

### Skupina D
| Tým                   | Z | V | R | P | GV | GI | +/- | B  |
| --------------------- | - | - | - | - | -- | -- | --- | -- |
| Santos Laguna         | 6 | 3 | 1 | 2 | 14 | 11 | +3  | 10 |
| Puerto Rico Islanders | 6 | 2 | 2 | 2 | 9  | 10 | −1  | 8  |
| Tauro                 | 6 | 2 | 2 | 2 | 9  | 10 | −1  | 8  |
| Municipal             | 6 | 1 | 3 | 2 | 12 | 13 | −1  | 6  |

|                       | SAN | MUN | PRI | TAU |
| --------------------- | --- | --- | --- | --- |
| Santos Laguna         | –   | 3–2 | 3–0 | 3–0 |
| Municipal             | 4–4 | –   | 2–2 | 2–2 |
| Puerto Rico Islanders | 3–1 | 0–1 | –   | 2–1 |
| Tauro                 | 2–0 | 2–1 | 2–2 | –   |

## Play off

### Čtvrtfinále
Los se uskutečnil 10. prosince 2008. Zápasy čtvrtfinále se hrály v termínu od 24. února do 26. února a odvety pak od 3. března do 5. března 2009.
| Domácí v 1. zápase    | Celkem | Hosté v 1. zápase    | 1. zápas | 2. zápas |
| --------------------- | ------ | -------------------- | -------- | -------- |
| Houston Dynamo        | 1:4    | Atlante              | 1:1      | 0:3      |
| Montreal Impact       | 4:5    | Santos Laguna        | 2:0      | 2:5      |
| Puerto Rico Islanders | 3:1    | Marathón             | 2:1      | 1:0      |
| Cruz Azul             | 2:0    | Universidad Nacional | 1:0      | 1:0      |

### Semifinále
Úvodní zápasy se hrály v termínu od 17. března do 19. března 2009, odvety pak od 7. dubna do 9. dubna 2009.
| Domácí v 1. zápase    | Celkem         | Hosté v 1. zápase | 1. zápas | 2. zápas |
| --------------------- | -------------- | ----------------- | -------- | -------- |
| Puerto Rico Islanders | 3:3 (2:4 pen.) | Cruz Azul         | 2:0      | 1:3 p    |
| Santos Laguna         | 3:4            | Atlante           | 2:1      | 1:3      |

### Finále
Úvodní zápas se hrál v termínu od 21. dubna do 23. dubna 2009, odveta pak od 28. dubna do 30. dubna 2009.
| Domácí v 1. zápase | Celkem | Hosté v 1. zápase | 1. zápas | 2. zápas |
| ------------------ | ------ | ----------------- | -------- | -------- |
| Cruz Azul          | 0:2    | Atlante           | 0:2      | 0:0      |

| Liga mistrů CONCACAF 2008/09 Atlante Druhý titul |